# Napoli milionaria (opéra)
Pour les articles homonymes, voir Napoli milionaria.
Napoli milionaria est un opéra en trois actes de Nino Rota, sur un livret d'Eduardo De Filippo qui a été créé au Festival des deux mondes de Spoleto le 22 juin 1977, au Teatro Nuovo.
Le livret est tiré d'une comédie de De Filippo qui fut mise en scène le 15 mars 1945 au théâtre San Carlo de Naples. En 1950, la comédie devient un film, Naples millionnaire. De cette comédie est restée célèbre en Italie la phrase en napolitain, « Ha da passà 'a nuttata » (il/elle va y passer la nuit) dans le sens de devoir supporter les difficultés de l'existence avec l'espoir qu'elles soient résolues.
Après sa création, il n'a été représenté qu'en 2010, au Festival de la vallée d'Itria et en 2011 à Cagliari, puis à nouveau en 2013 à Lucques, Pise et Livourne.